# 席恭
席杲（1370年—？），字特初，山西大同府應州人，軍籍，明朝政治人物。進士出身。

## 生平
州學生，洪武二十六年癸酉科，中舉山西鄉試第二十九名。建文二年（1400年）庚辰科會試第八十五名，殿試登進士三甲，擔任㑹稽縣知縣。

## 家族
曾祖席溫、祖父席彥名，父亲席景賢。